# Javier Cabañín
Javier Cabañín  es un deportista español que compite en piragüismo en la modalidad de aguas tranquilas. Ganó una medalla de oro en el Campeonato Europeo de Piragüismo de 2017, en la prueba de K4 1000 m.

## Palmarés internacional
| Campeonato Europeo | Campeonato Europeo | Campeonato Europeo | Campeonato Europeo |
| Año                | Lugar              | Medalla            | Competición        |
| ------------------ | ------------------ | ------------------ | ------------------ |
| 2017               | Plovdiv (Bulgaria) | Medalla de oro     | K4 1000 m          |